# Vrse
Vrse är en ort i Bosnien och Hercegovina.   Den ligger i entiteten Federationen Bosnien och Hercegovina, i den centrala delen av landet, 60 km väster om huvudstaden Sarajevo. Vrse ligger 771 meter över havet och antalet invånare är 779.
Terrängen runt Vrse är huvudsakligen kuperad, men den allra närmaste omgivningen är bergig. Vrse ligger nere i en dal. Närmaste större samhälle är Bugojno, 18,8 km nordväst om Vrse.
Omgivningarna runt Vrse är en mosaik av jordbruksmark och naturlig växtlighet. Runt Vrse är det ganska tätbefolkat, med 93 invånare per kvadratkilometer.